# Ignacio González (ur. 1971)
Ignacio Nacho Carlos González (ur. 17 grudnia 1971 w Sarandí) – argentyński piłkarz, grający podczas kariery na pozycji bramkarza.
Ze względu na pochodzenie przodków posiada również obywatelstwo włoskie.

## Kariera klubowa
Nacho González rozpoczął karierę w klubie Racing Club de Avellaneda w 1991. W lidze argentyńskiej zadebiutował 11 września 1991 w przegranym 2-3 meczu z Deportivo Mandiyú. Przez pierwsze 2,5 roku González był rezerwowym i wystąpił tylko w 6 meczach. Przełomem w jego karierze była Torneo Clausura 1994, kiedy to wystąpił we wszystkich 19 meczach Racingu. W sezonie 1996/97 Nacho González uzyskał sławę, kiedy to stając się etatowym egzekutorem rzutów karnych zdobył w ten sposób 8 bramek. W trakcie sezonu 1997/98 przeszedł do Newell’s Old Boys Rosario, a po jego zakończeniu wyjechał do hiszpańskiego drugoligowca UD Las Palmas.
W Las Palmas zadebiutował 29 sierpnia 1998 w wygranym 2-1 meczu z Albacete Balompié. W sezonie 1999/2000 był wypożyczony do meksykańskiego klubu CF Pachuca. W lidze meksykańskiej zadebiutował 5 września 1999 w przegranym 1-2 meczu z Tecos UAG. Był to nieudany debiut, gdyż González w 81 min. został ukarany czerwoną kartką. W Meksyku występował przez sezon, kiedy to 7 maja 2000 w przegranym 2-4 z Deportivo Toluca po raz ostatni wystąpił w lidze. Ogółem w lidze meksykańskiej Gonzalez rozegrał 17 meczów. Z Pachucą zdobył mistrzostwo Meksyku w turnieju Invierno 1999. W 2000 powrócił do Las Palmas, które w międzyczasie awansowało do Primera División. W hiszpańskiej ekstraklasie zadebiutował 14 października 2000 w wygranym 2-1 meczu z Málagą.
W Las Palmas występował przez kolejne dwa sezony, kiedy to po jego spadku powrócił do Argentyny. W ogółem przez dwa lata rozegrał 58 meczów, w których strzelił 6 bramek (podobnie jak Racingu był stałym egzekutorem rzutów karnych). Po powrocie do ojczyzny został zawodnikiem Estudiantes La Plata, z którego po paru miesiącach odszedł do Nueva Chicago Buenos Aires. Lata 2004-2005 spędził w Chile, w klubie Unión Española, z którym zdobył mistrzostwo Chile w 2005. Rundę Clausura w 2006 spędził w klubie Arsenal Sarandí, gdzie pożegnał się z ligą argentyńską. Ogółem w latach 1991-2006 w argentyńskiej ekstraklasie rozegrał 181 meczów, w których strzelił 14 bramek. Ostatnie dwa lata kariery występował ponownie w Las Palmas. W klubie z Wysp Kanaryjskich 17 lutego 2008 przegranym 0-4 meczu z Realem Sociedad Nacho González rozegrał swój ostatni mecz w karierze.
| Sezon     | Klub                       | Kraj      | Rozgrywki        | Mecze | Bramki |
| --------- | -------------------------- | --------- | ---------------- | ----- | ------ |
| 1991/92   | Racing Club de Avellaneda  | Argentyna | Primera División | 2     | 0      |
| 1992/93   | Racing Club de Avellaneda  | Argentyna | Primera División | 1     | 0      |
| 1993/94   | Racing Club de Avellaneda  | Argentyna | Primera División | 22    | 0      |
| 1994/95   | Racing Club de Avellaneda  | Argentyna | Primera División | 36    | 0      |
| 1995/96   | Racing Club de Avellaneda  | Argentyna | Primera División | 36    | 0      |
| 1996/97   | Racing Club de Avellaneda  | Argentyna | Primera División | 28    | 8      |
| 1997/98   | Racing Club de Avellaneda  | Argentyna | Primera División | 7     | 0      |
| 1997/98   | Newell’s Old Boys Rosario  | Argentyna | Primera División | 16    | 0      |
| 1998/99   | UD Las Palmas              | Hiszpania | Segunda División | 8     | 0      |
| 1999/2000 | CF Pachuca                 | Meksyk    | Primera División | 20    | 0      |
| 2000/01   | UD Las Palmas              | Hiszpania | Primera División | 30    | 2      |
| 2001/02   | UD Las Palmas              | Hiszpania | Primera División | 28    | 4      |
| 2002/03   | Estudiantes La Plata       | Argentyna | Primera División | 14    | 0      |
| 2003/04   | Nueva Chicago Buenos Aires | Argentyna | Primera División | 12    | 0      |
| 2005      | Unión Española             | Chile     | Primera División | 16    | 0      |
| 2005/06   | Arsenal Sarandí            | Argentyna | Primera División | 6     | 0      |
| 2006/07   | UD Las Palmas              | Hiszpania | Segunda División | 16    | 0      |
| 2007/08   | UD Las Palmas              | Hiszpania | Segunda División | 22    | 0      |

## Kariera reprezentacyjna
W reprezentacji Argentyny González zadebiutował 12 stycznia 1997 w zremisowanym 0-0 meczu eliminacji Mistrzostw Świata 1998 Z Urugwajem. Ostatni raz w reprezentacji González wystąpił 11 czerwca 1997 w zremisowanym 0-0 meczu z Ekwadorem podczas Copa América. Ogółem w barwach albicelestes wystąpił w 4 meczach.
| Mecze i gole w reprezentacji | Mecze i gole w reprezentacji | Mecze i gole w reprezentacji | Mecze i gole w reprezentacji | Mecze i gole w reprezentacji | Mecze i gole w reprezentacji | Mecze i gole w reprezentacji |
| #                            | Data                         | Miasto                       | Przeciwnik                   | Gol                          | Wynik                        | Rozgrywki                    |
| ---------------------------- | ---------------------------- | ---------------------------- | ---------------------------- | ---------------------------- | ---------------------------- | ---------------------------- |
| 1.                           | 12.01.1997                   | Montevideo                   | Urugwaj                      |                              | 0:0                          | el. MŚ                       |
| 2.                           | 12.02.1997                   | Barranquilla                 | Kolumbia                     |                              | 1:0                          | el. MŚ                       |
| 3.                           | 02.04.1997                   | La Paz                       | Boliwia                      |                              | 1:2                          | el. MŚ                       |
| 4.                           | 11.06.1997                   | Cochabamba                   | Ekwador                      |                              | 0:0                          | Copa América                 |